# Tate St Ives
Tate St. Ives és una galeria d'art de St Ives, Cornwall, Anglaterra, que exhibeix obres d' artistes britànics moderns amb lligams a la zona de St Ives. El Tate també es va encarregar de l'administració d'un altre museu de la ciutat, el Museu  Barbara Hepworth i Jardí d'Escultures el  1980.
El Tate St Ives va ser construït entre 1988 i 1993 en el lloc d'una vella fàbrica de gas. El 2009 va rebre 214.000 visitants. El 2015, va rebre finançament per a fer una expansió, doblant la mida de la galeria, i es va tancar l'octubre de 2015 per la remodelació. Es preveu que la galeria a reobrirà el març de 2017.

## Història
El 1980, el grup Tate va començar a gestionar el Museu Barbara Hepworth i el Jardí d'Escultures, dedicat a artistes de  St Ives amb lligams amb Henry Moore. El grup va decidir obrir un museu en la ciutat, un aparador d'artistes locals, especialment aquells ja existents a la seva col·lecció.
El 1988, el grup va adquirir una antiga fàbrica de gas i va encarregar als arquitectes Eldred Evans i David Shalev, el disseny d'un edifici per la galeria amb un estil similar a la fàbrica. L'edifici va incloure una rotonda al centre de la galeria, mirant sobre la platja de Porthmeor i va ser acabat el 1993. La galeria va obrir el juny de 1993, la segona de les galeries regionals del Tate després del Tate Liverpool, i rebent més de 120.000 visitants abans del final de l'any.
El gener de 2015, el Tate St Ives va rebre 3.9£ milions per construir una ampliació sobre la galeria existent, amb la intenció de doblar l'espai disponible. El contracte va ser atorgat a BAM Construct UK, per afegir uns 1.200 metres quadrats d'extensió, amb la implicació de l'arquitecte original. El Tate St Ives va ser tancat l'octubre de 2015 per aquesta expansió fins al març 2017 on es preveu estigui acabada.